# National Hurricane Center
Il National Hurricane Center (NHC) è la divisione della National Oceanic and Atmospheric Administration e del National Weather Service responsabile del monitoraggio delle perturbazioni di origine tropicale nell'oceano Atlantico e nell'oceano Pacifico orientale. Ha sede, insieme al Miami National Weather Service, nel campus della Florida International University a University Park, nell'area metropolitana di Miami, ed è uno dei nove centri a far parte dei National Centers for Environmental Prediction (NCEP).
Il NHC è stato anche designato come uno dei Regional Specialized Meteorological Centre (RSMC) dall'organizzazione meteorologica mondiale ed è quindi l'unico e ufficiale responsabile per le previsioni, le informazioni e la denominazione dei cicloni tropicali nell'oceano Atlantico settentrionale e nel Pacifico nord-orientale.

## Struttura
Il NHC si compone delle seguenti unità: l'Hurricane Specialist Unit (HSU), che rilascia previsioni, analisi e allerte legate ai cicloni tropicali, il Tropical Analysis and Forecast Branch (TAFB), che si occupa delle previsioni marine, il Technology & Science Branch (TSB), che fornisce il supporto tecnico, l'unità Chief, Aerial Reconnaissance Coordination, All Hurricanes (CARCAH), che coordina i voli di ricognizione degli "Hurricane Hunters", e l'Hurricane Liaison Team (HLT), che ha il compito di supportare le azioni di risposta dopo il passaggio di un uragano.